# Torre dei Modenesi (Finale Emilia)

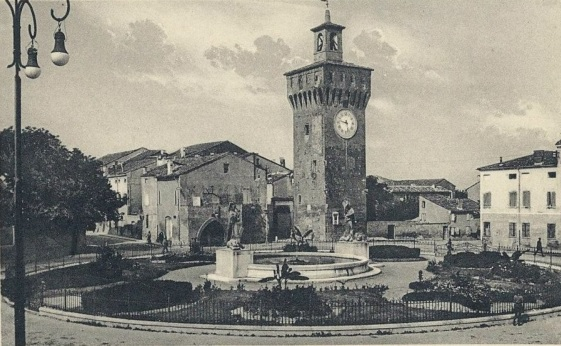
Torre dei Modenesi in Finale Emilia in den 1930er-Jahren

Die Torre dei Modenesi oder Torre dell’Orologio, früher auch Torre Marchesana oder Torre di Finale genannt, war ein Wachturm aus dem 13. Jahrhundert in der Stadt Finale Emilia in der italienischen Region Emilia-Romagna. Er stand für 799 Jahre, bis er beim Erdbeben in Norditalien 2012 einstürzte.

## Geschichte

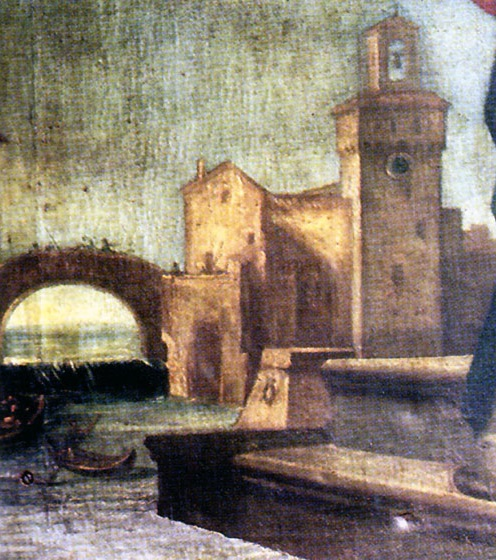
Die Rocca Piccola auf einem Gemälde von Antonio Consetti aus dem 18. Jahrhundert

Der Turm mit quadratischem Querschnitt wurde um 1213, in der Zeit des Canale Naviglio, als Verteidigungs- und Wachturm an einem Ort errichtet, der damals eine Drehscheibe für den Flusshandel von Venedig in die Gebiete von Modena und Ferrara war.
Die erste Urkunde, die den Turm ausdrücklich erwähnt, stammt vom 9. April 1306, als Modena sich entschloss, die Befestigungen des Castrum Finalis zu verstärken, die man gerade zurückerobert hatte.
Um 1330 war der Turm von einer Mauer umgeben, sodass er die Form einer kleinen Burg hatte; daher wurde er auch Rocca Marchesana oder Rocca Piccola, zur Unterscheidung vom Castello delle Rocche, genannt; letztere kannte man auch unter dem Namen Rocca Grande; man fand sie am Bach, gegenüber dem Fluss Panaro. Anfang des 15. Jahrhunderts gab es letzte Arbeiten zur Verstärkung der Mauern beider Burgen, die später von Giacomo Ursini dekoriert wurden.

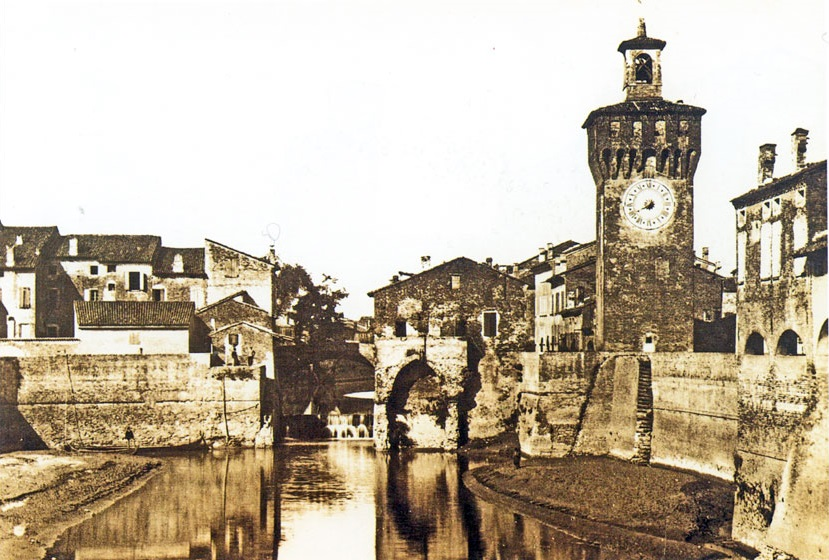
Das Schleusenbecken und der Uhrenturm vor der Verlegung des Panaro unter die Erde im Jahre 1890

1526 wurde eine Uhr installiert, die es schon am alten Uhrenturm bis 1436 gegeben hatte. In Folge der Veränderung der politischen Landschaft wurden die Mauern Mitte des 16. Jahrhunderts abgerissen, sodass für den Turm, der an die Familie Magni abgegeben worden war, jährlich zwei Pfund Wachs bezahlt wurden; später fiel er an die Familie Ascari.
Am 15. Mai 1756 wurde der Turm von den D’Estes für 400 Lire an die Gemeinde Finale Emilia verkauft, die 1770 einen kleinen Turm auf dessen Dach aufbauen ließ, um die neue Glocke dort aufzuhängen.

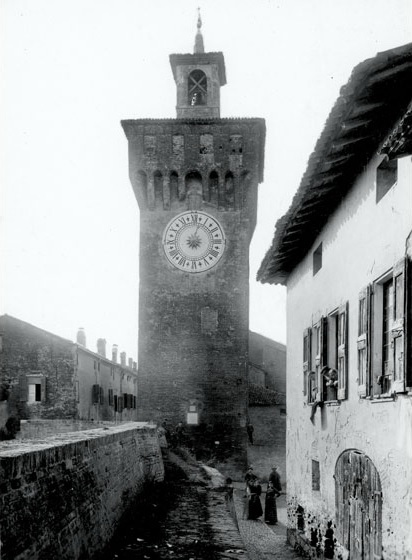
Torre dei Modenesi im 19. Jahrhundert

Im 19. Jahrhundert wurde der Canale Naviglio eingegraben und die Beobachtungsfunktion des Turms wurde weniger wichtig, wogegen der Turm dank der Uhr ein Gebäude von Interesse blieb und daher weiterhin unterhalten wurde. Ende des 19. Jahrhunderts wurde er zum Nationaldenkmal erklärt.
Im Zweiten Weltkrieg, am 22. April 1945, wurde die Torre dei Modenesi von einer Granate getroffen und dann 1949 wieder restauriert. 1962 entwickelte sich ein Brand, der die hölzernen Strukturen zerstörte. Im Jahre 1981 wurde an der Spitze des Daches eine Banderole mit dem Wappen der Kommune angebracht und die Uhr restauriert, wogegen der Turm 1987 mit einer Beleuchtungsanlage ausgerüstet wurde.
1993 wurde der Glockenturm als unsicher erklärt.

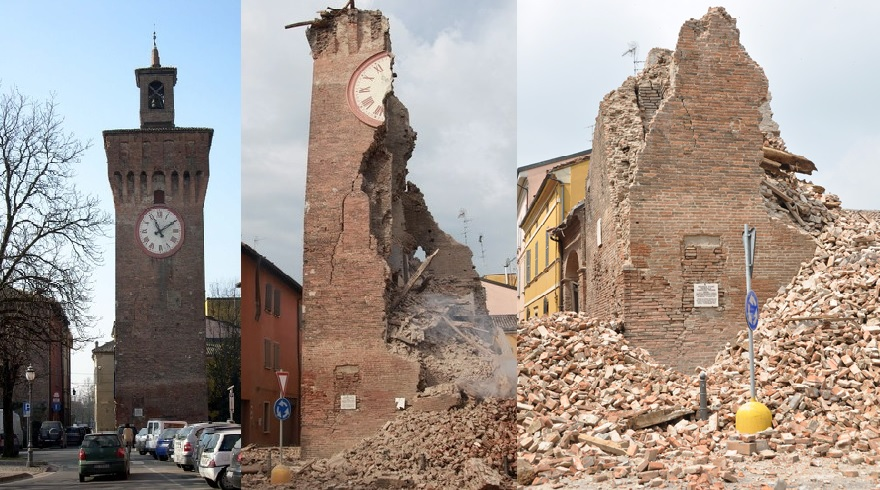
Einsturz der Torre dei Modenesi

Beim verheerenden Erdbeben in Norditalien 2012 wurde der Turm zuerst durch den ersten Erdstoß am 20. Mai in zwei Teile gespaltet, um nur wenige Stunden später, um 15:18 Uhr, bei einem Nachbeben mit der Stärke 5,1 auf der Richter-Skala endgültig einzustürzen. Das Bild seiner in zwei Teile gespalteten Uhr wurde eine der Ikonen der Tragödie und wurde auf der ganzen Welt gesehen. Unglaublicherweise aber blieb die alte Glocke von 1770 praktisch intakt und wurde von den Feuerwehrleuten aus dem Schutt geborgen.
In der Ausgabe 31 des Magazins Il male der Karikaturisten Vauro Senesi und Vincino wurde diw vom Erdbeben gespaltene Torre dei Modenesi auf dem Hintergrund des Deckblattes abgebildet.

## Beschreibung
Die Torre dei Modenesi war 31,94 Meter hoch, hatte vier Stockwerke und einen quadratischen Grundriss von 7 Metern × 7 Metern. Die Mauern des Gebäudes waren zwischen 0,9 und 1,5 Meter dick.
Auf dem Boden der obersten Etage (auf einer Höhe von 19,79 Metern) ruhte eine zinnenbewehrte, 2,68 Meter hohe Loggia mit ebenfalls quadratischem Grundriss mit 8,14 Metern Seitenlänge, unterstützt von 28 Bändern, davon vier Eckstücken.
Auf dem Dach der Loggia war ein etwa drei Meter hoher Glockenturm angebracht, der mit einer Spitze endete, an der eine Banderole mit dem Wappen von Finale Emilia angebracht war.
An der Ostfassade des Turms gab es ein großes, rundes Zifferblatt mit roter Umrandung und schwarzen, römischen Ziffern.

## Wiederaufbau des Turms

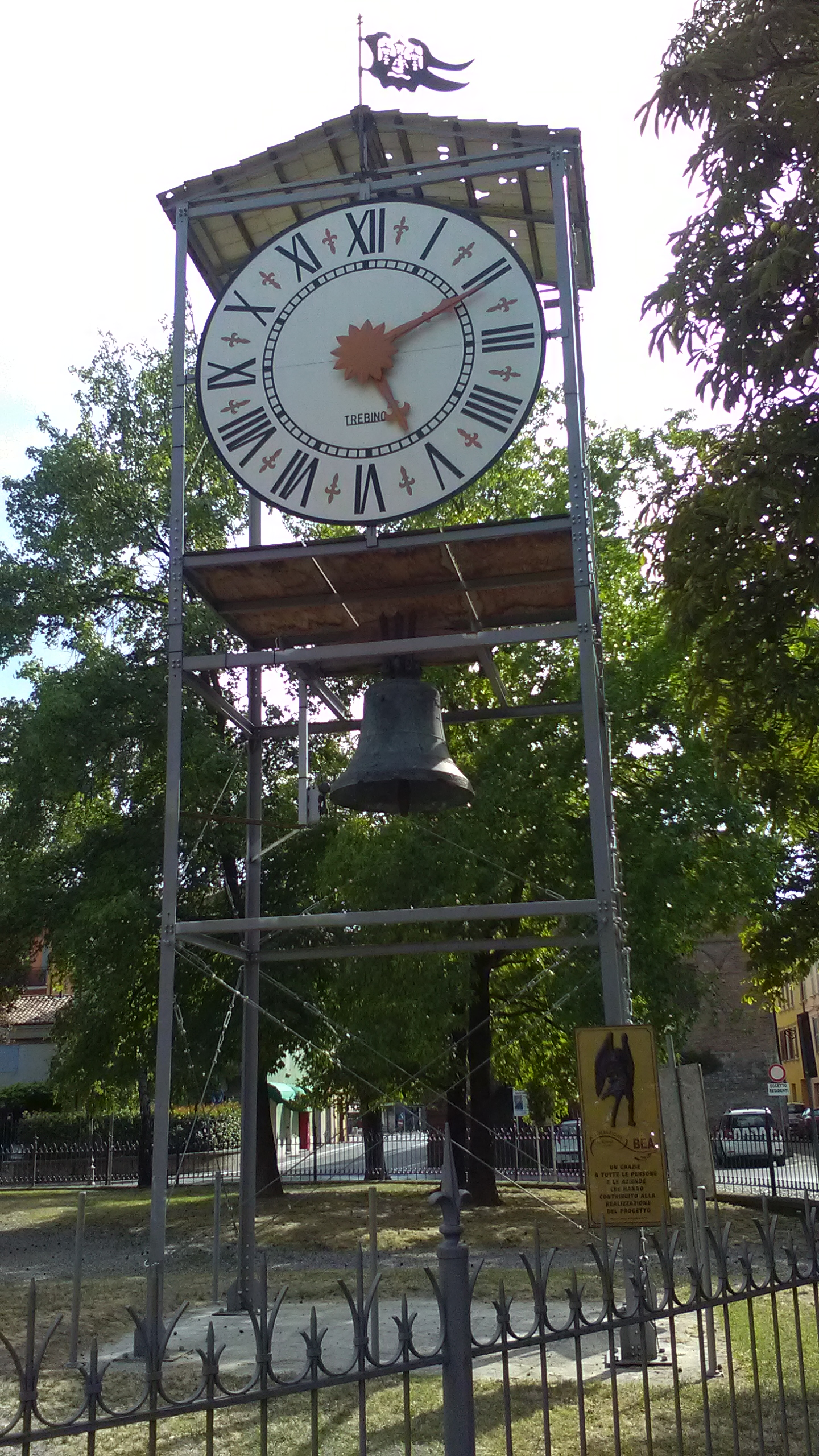
Der vorläufige Wiederaufbau der Torre dei Modenesi

Bei mehreren Gelegenheiten wurden Projekte lanciert und Spendensammlungen zum Wiederaufbau des Uhrenturms veranstaltet. Anfangs hatte das Consorzio Nazionale Imballaggi (CONAI) einen Zuschuss von € 400.000 angekündigt, aber ohne später zu zahlen, was versprochen wurde. Dank einer Initiative von Caffè Molinari, die einen Benefizverkauf von Kaffeetassen abgehalten hatte, wurde eine Summe von € 20.000 gesammelt. Die Kosten des Wiederaufbaus werden auf etwa € 1 Mio. geschätzt, wovon etwa € 240.000 nur für die Projektierung benötigt werden.
Am 7. Oktober 2012 wurde ein vorläufiger Turm mit einer Höhe von neun Metern eingeweiht, der aus einem Metallrohrgerüst besteht, auf dem die alte Glocke aufgebaut wurde. Das Metallrohrgerüst wurde von Mauro Bedon aus Santhià gestiftet, der durch diese Geste 2015 die Ehrenbürgerschaft von Finale Emilia erhielt.